# EADS Barracuda
L'EADS Barracuda è un velivolo a pilotaggio remoto europeo attualmente in fase di sviluppo da parte dell'EADS, destinato al ruolo di ricognizione aerea e combattimento. L'aeromobile è frutto di una collaborazione tra Germania e Spagna.
Lo sviluppo del progetto è stato interrotto dopo che il primo prototipo si è schiantato in mare mentre si stava avvicinando per atterrare durante un volo di prova. Il programma è stato ripreso nel 2008, con un secondo prototipo completato nel novembre 2008. Il ricostruito Barracuda ha subito una serie di test di volo riusciti a Goose Bay, in Canada, nel luglio 2009, seguiti da ulteriori campagne di volo nel 2010 e 2012.
Il Barracuda è principalmente in concorrenza con il Dassault nEUROn per i contratti strategici e difensivi. Entrambi sono furtivi e hanno una velocità massima dell'aria intorno a Mach 0,85. Mentre Germania e Spagna sono dietro Barracuda, Francia, Italia, Svezia, Svizzera, Grecia e Spagna, finanziano il nEUROn.